# 華麗大間諜
華麗大間諜（日语：華麗なるスパイ），另譯華麗間諜、華麗的間諜，是由2009年7月18日開始播放的日本電視台連續劇，播放時間為逢星期六日本時間晚上九時。

## 故事綱要
遭母親遺棄的詐騙犯鎧井京介被控13項罪項因而入獄30年，但是有一天，首相吉澤總理跟他交換條件。如果京介能搗破13宗恐怖活動的話，他就可以得回自由。
於是，京介被送到一間殘舊的定食屋作住所，其中一個定食屋女職員竟然是直屬首相的間諜組織的成員！不過，當他到達所謂的地下基地、推開那一扇貼著一張紙寫著「亞細亞財政研究所」的門的時候，裡面只是坐著一位在使用算盤的「老板娘」。但是那個老板娘叫京介進入第二個儲物櫃，接著京介便下降到真正的基地。
在那裡，京介遇見隔著電網的櫃台漂亮女孩、新潮的武器發明家、性感美女、高中生黑客、阿叔神搶手等人。每進行一次任務，京介的心態都會轉變。亦會回想起當年媽媽離家出走的前況。
究竟京介能否搗破13宗恐怖活動重獲自由？最重要的是他又能否解開心結？

## 登場人物

### 主要人物
鎧井京介（演員：長瀨智也（TOKIO），香港配音：陳欣）
被控13項罪項因而入獄30年的天才詐騙犯，認為自己是沒有感情的、被譽為「沒有心靈的男人」，全靠一條十字架項鍊來詐欺別人。現在以「重獲自由」為條件加入「秘密情報部」，每天都進行以性命作賭注的任務。性格亦逐漸改變，被母親遺棄之痛逐漸浮現，是吉澤首相的兒子。
多樂西（演員：深田恭子，香港配音：梁少霞）
性感美女，精通多國語言（但日語常會錯詞意）和變裝。因七年前醫院改革中死亡的弟弟圭一郎而痛恨吉澤總理，被Mr.匠利用，最後被三九的爸爸開解而道出事實。
平原三九（演員：杏，香港配音：陳琴雲）
定食屋的太子女，「東洋時報」的記者，有一次京介救了她後，懷疑他是間諜的身份。據三九的父母描述，三九對京介的感情是愛，但是那種「愛」像兄妹一樣，一直支持京介。後來被Mr.匠的頭目綁架和操控，因被救而知道了「秘密情報部」的存在，並對「秘密情報部」心懷感激。
吉澤總一郎（演員：渡哲也，香港配音：陳曙光）
日本的閣內總理大臣，是秘密情報部的始創人，跟Mr.匠有恩怨，以前當過警察。

### 秘密情報部
來栖健一（演員：世界的鍋蓋（Jalism），香港配音：古明華）
常自誇是神槍手，酷愛香蕉的一員。據說愛吃香蕉是因為有一次他跟朋友們行山，但迷路了，但是全靠香蕉才救了他一命。在每隻香蕉都安裝了GPS全球定位裝置，因此救了京介一命。認為自己什麼都做不到，因此為Mr.匠利用，後來京介引導他走出自己的壞想法。
奧沙姆（演員：藤原一裕（LICENSE），香港配音：梁偉德）
秘密情報部的黑客。
埃利斯（演員：友近，香港配音：許盈）
秘密情報部的武器開發員。她的武器看似沒什麼用，但是臨到最後關頭她的武器會大派用場。只不過每次的武器收費非常昂貴。
約瑟芬（演員：KIKI，香港配音：林元春）
霧山的秘書，也經常在霧山旁邊的美女，與霧山有疑似情侶的關係。
霧山誠一（演員：寺島進，香港配音：朱子聰）
秘密情報部的主管，通常被京介等人稱作「BOSS」（老闆的意思）。曾當過警察，槍法奇準。

### 平原家的定食店
平原源一（演員：高田純次，香港配音：盧國權）
霧山的好友，從前同京介一樣是詐騙犯，後因販賣假古董被當時的警察——霧山拘捕。釋放後開設了定食店（專賣竹夾魚），與他的家人過著平靜的生活。
平原泉（演員：伊藤和枝，香港配音：沈小蘭）
源一的妻子，三九的母親。

### 國際恐怖組織「Mr.匠」
匠澤長一（演員：柄本明，香港配音：張炳強）
通稱：Mr.匠（ミスター匠）。國際恐怖組織的首腦，曾與吉澤是小學同學，當過吉澤總理的秘書。小學時他很富有，但體育和學業都很差，而吉澤剛巧相反。三十年前當秘書為吉澤死心拼命的幹活，怎料卻為了一個女人而關係決裂。匠澤愛上了吉澤的妻子——櫻，並跟她秘密戀愛，最後被吉澤發現，盛怒以下辭退了他。但是櫻跟匠澤一起，吉澤便跟櫻離婚。匠澤因妒嫉吉澤而對他復仇，認為京介是他和櫻的兒子。

## 製作人員
- 劇本：君塚良一、金澤達也
- 導演：大谷太郎、岩本仁志、石尾純
- 音樂：The Surf Coasters
- 製作人：佐藤敦 、下山潤
- 總製作人：櫨山裕子
- 製作著作：日本電視台

## 主題曲
- 主題曲：

作詞︰清水昭男、作曲︰清水昭男、歌：TOKIO（東京小子）

## 播放日期、標題、收視率
| 集數         | 播放日期   | 標題                                                                                       | 收視率 |
| ------------ | ---------- | ------------------------------------------------------------------------------------------ | ------ |
| MISSION 1    | 2009/07/18 | 前科13次犯罪徒刑30年！ 天才骗子七变化!! 在乱跑巴士大爆破里(上)隐藏了的女子高中生的爱和圈套 | 15.6%  |
| MISSION 2    | 2009/07/25 | 偽牌儿恐怖主义者                                                                           | 8.3%   |
| MISSION 3    | 2009/08/01 | 恋爱的韩流明星                                                                             | 8.5%   |
| MISSION 4    | 2009/08/08 | 死的混合接力 帅哥vs美少女兵                                                                | 12.7%  |
| MISSION 5    | 2009/08/15 | 欢迎向极好意大利菜！ 美餐厨师长的杀人菜谱                                                  | 9.7%   |
| MISSION 6    | 2009/08/22 | 修道女人的坦白！ 回水弯开始                                                                | 11.1%  |
| MISSION 7    | 2009/09/05 | 决战虚幻的岛！ 女性新闻记者暗杀诡计                                                        | 9.9%   |
| MISSION 8    | 2009/09/12 | 眼泪的大逃出作战！ 死神的情结                                                              | 10.2%  |
| MISSION 9    | 2009/09/19 | 恐怖的裸体炸弹！ 冲击的最后!! 已经都没有谁爱sa                                             | 9.5%   |
| LAST MISSION | 2009/09/26 | 恶的十字架！ 越狱潜入狙击!! 救助东京加热地狱！                                             | 11.2%  |
| 平均收視率   | 平均收視率 | 平均收視率                                                                                 | 10.67% |

收視率為日本關東地區，由Video Research所調查。

※2009年8月29日由於播放24時間電視台，所以本劇暫停一週。

## 作品的變遷
| 日本電視台 週六連續劇                     | 日本電視台 週六連續劇                  | 日本電視台 週六連續劇 |
| ----------------------------------------- | -------------------------------------- | --------------------- |
|                                           | 華麗的間諜 （2009.07.18 - 2009.09.26） |                       |
| THE QUIZ SHOW （2009.04.18 - 2009.06.20） | 武士高校 （2009.10.17 - 2009.12.12）   |                       |

| 臺灣 緯來日本台 一番偶像劇 週一至週五晚間十一點 | 臺灣 緯來日本台 一番偶像劇 週一至週五晚間十一點 | 臺灣 緯來日本台 一番偶像劇 週一至週五晚間十一點 |
| ----------------------------------------------- | ----------------------------------------------- | ----------------------------------------------- |
|                                                 | 華麗間諜 （2010.4.14 - 2010.4.28）              |                                                 |
| 女王 （2010.3.30 - 2010.4.13）                  | （2010.4.29 - 2010.5.14）                       |                                                 |
| 週一至週五 21:00至22:00 （雙時段撥出）          |                                                 |                                                 |
| HERO （2010.3.31 - 2010.4.14）                  | 華麗大間諜（重播） （2010.4.15 - 2010.4.29）      | （2010.4.30 - 2010.5.17）                       |

| 香港 無綫集台 星期六 17:30-19:15 （每次播映兩集）         | 香港 無綫集台 星期六 17:30-19:15 （每次播映兩集） | 香港 無綫集台 星期六 17:30-19:15 （每次播映兩集） |
| --------------------------------------------------------- | ------------------------------------------------- | ------------------------------------------------- |
|                                                           | 華麗間諜 （2010.03.20 - 2010.04.24）              |                                                   |
| 講數阿姐2 （2010.02.13 - 2010.03.13）                       | 潘朵拉風暴 （2010.05.01 - 2010.05.22）            |                                                   |
| 香港 無綫電視翡翠台 週日 11:00至11:55 5月29日 10:00-11:55 |                                                   |                                                   |
| 白春天 （2011.03.13 - 2011.05.22）                        | 華麗間諜 （2011.05.29 - 2011.07.31）              | 我的帥管家 （2011.08.07 - 2011.10.09）              |
| 香港 高清翡翠台 星期日09:00-11:00                         |                                                   |                                                   |
| 白春天 （2012.02.12 - 2012.03.18）                        | 華麗間諜 （2012.04.01 - 2012.05.06）              | 單情歌 （2012.05.13 - 2012.06.10）                |